# Anania luctualis
Anania luctualis is een vlinder van de familie van de grasmotten (Crambidae). De wetenschappelijke naam van deze soort is voor het eerst voorgesteld als Pyralis luctualis door Jacob Hübner in een publicatie uit 1793.
De soort komt voor in Frankrijk, Zwitserland, Oostenrijk, Italië, Polen, Wit-Rusland, Slowakije, Hongarije, Slovenië, Kroatië, Bosnië en Herzegovina, Servië, Roemenië, Europees Rusland, Siberië en Japan.